# Three Little Words
Three Little Words é um filme norte-americano de 1950, do gênero comédia musical, dirigido por Richard Thorpe e estrelado por Fred Astaire, Red Skelton e Vera-Ellen.